# روبرتو دانغلو
روبرتو دانغلو (بالإيطالية: Robert D'Angelo)‏ هو راكب الكنو إيطالي، ولد في 21 يونيو 1945 في بولينجو في إيطاليا.

## وصلات خارجية
- روبرتو دانغلو على موقع أوليمبيديا (الإنجليزية)